# 추병직
추병직(秋秉直, 1949년 2월 27일 ~ )은 대한민국의 제13대 건설교통부 장관을 역임한 공무원이며, 제11대 주택산업연구원 이사장이다. 본관은 추계이다.

## 생애
경상북도 구미 출신이다. 1973년 제14회 행정고등고시 합격하여 건설교통부에서 근무하였다. 
2002년 제8대 건설교통부 차관을 지내고, 2004년 4월 제17대 국회의원 선거에서 경북 구미을 열린우리당 후보로 출마했으나 낙선하였다.
2005년 노무현 정부에서 제13대 건설교통부 장관에 임명되어 2006년 9월 카자흐스탄과의 건설 협력에 대한 합의를 하였다. 제19대 대한건설진흥회 회장 등을 역임하고, 2017년 주택산업연구원의 제11대 이사장으로 선출되었다. 

## 학력
- 1966년 : 오상고등학교 졸업
- 1971년 : 경북대학교 사회교육학과 졸업
- 1990 ~ 1992년 : 버밍엄 대학교 대학원 주택행정 석사

## 경력
- 1973년 11월 : 제14회 행정고등고시 합격
- 1980년 3월 ~ 1983년 9월 : 주 사우디아라비아 대사관 건설관으로 근무
- 1989년 7월 ~ 1990년 7월 : 건설부 신도시건설기획단 기획과 과장으로 근무
- 1993년 4월 ~ 1993년 11월 : 주택국 주택정책과장
- 1993년 11월 ~ 1995년 7월 : 건설교통부 총무과 과장
- 1995년 7월 ~ 1996년 3월 : 건설교통부 공보관
- 1996년 3월 ~ 1998년 3월 : 건설교통부 건설경제심의관
- 1998년 3월 ~ 1998년 7월 : 건설교통부 수송심의관
- 1998년 7월 ~ 1999년 6월 : 건설교통부 주택도시국 국장
- 1999년 6월 ~ 2001년 4월 : 건설교통부 기획관리실장
- 2001년 4월 ~ 2002년 1월 : 건설교통부 차관보
- 2002년 2월 ~ 2003년 3월 : 건설교통부 차관
- 2005년 4월 ~ 2006년 11월 : 제13대 건설교통부 장관
- 2009년 1월 : 제5대 목포해양대 총장
- 2013년 ~ 2015년 3월 : CJ대한통운 사외이사
- 2013년 : 대한건설진흥회 회장
- 2017년 3월 ~ : 제11대 주택산업연구원 이사장

## 역대 선거 결과
| 실시년도 | 선거   | 대수 | 직책     | 선거구         | 정당       | 득표수   | 득표율          | 순위 | 당락 | 비고 |
| -------- | ------ | ---- | -------- | -------------- | ---------- | -------- | --------------- | ---- | ---- | ---- |
| 2004년   | 총선   | 17대 | 국회의원 | 경북 구미시 을 | 열린우리당 | 24,314표 | \| \| 40.31% \| | 2위  | 낙선 |      |
|          | 40.31% |      |          |                |            |          |                 |      |      |      |